# Запорізька єпархія УПЦ (МП)
Запорізька єпархія — єпархія УПЦ Московського патріархату на території Запорізької області з центром в Запоріжжі. Охоплює Великобілозерський, Веселівський, Вільнянський, Запорізький, Кам'янсько-Дніпровський, Мелітопольський, Михайлівський, Новомиколаївський та Оріхівський райони, міста Енергодар, Запоріжжя і Мелітополь). Очолює митрополит Запорізький і Мелітопольський Лука (Коваленко).

## Історія
Запорізька єпархія УПЦ заснована Рішенням Священного Синоду УПЦ в 1992 році. До цього дана територія входила до складу Дніпропетровської єпархії.
Першим архієреєм став єпископ Василій (Златолинський) з титулом «Запорізький і Мелітопольський».
З 18 квітня 2008 Приазовський і Якимівський райони Запорізької області включені до складу Бердянської єпархії, від 14 квітня 2009 року — Василівський.

## Устрій
До єпархії належать 155 парафій, 161 священнослужитель (125 священиків, 36 дияконів).

### Монастирі
| Назва                                           | Адреса                                                   | Ігуменя, намісники                       |  | Примітка                                                                                    |
| ----------------------------------------------- | -------------------------------------------------------- | ---------------------------------------- |  | ------------------------------------------------------------------------------------------- |
| Свято-Єлизаветинський жіночий монастир          | 70530, вул. Гагаріна 1, с. Комишуваха, Оріхівський район | ігуменя Ірина (Скотар)                   |  | Заснований у 1998 році                                                                      |
| Свято-Савинський чоловічий монастир             | 72319, вул. Монастирська, 45, м. Мелітополь              | настоятель — митрополит Лука (Коваленко) |  | Заснований у 1994 році, офіційна сторінка [Архівовано 15 листопада 2021 у Wayback Machine.] |
| Свято — Іоанно — Богословський жіночий монастир | вул. Плакси 56, смт. Тернувате                           | настоятель —                             |  | Заснований 14 липня 2011                                                                    |
| Свято — Миколаївський жіночий монастир          | вул. Тополіна, 34-а, м. Запоріжжя                        | настоятель —                             |  | Заснований 20 грудня 2012                                                                   |
| Скит Свято — Миколаївського жіночого монастиря  | с. Плавні                                                | настоятель —                             |  | Заснований                                                                                  |

### Церковні ЗМІ
- газета «Літопис Православ'я», видається єпархіальним управлінням;
- журнал «Дзвін», видається Мелітопольським благочинністю;
- телепередача «Світло Православ'я»;
- радіопередачі «Православні читання», «По сторінках Біблії»;
- канал [Архівовано 4 квітня 2016 у Wayback Machine.] в «YouTube»

### Благодійні округи
- Запорізький міський
- Запорізький лікарняний
- Запорізький районний
- Мелітопольський міський
- Мелітопольський районний
- Михайлівський
- Новомиколаївський
- Вільнянський
- Оріхівський
- Водянський
- Кам'янка-Дніпровський
- Енергодарський
- Веселовський

## Правлячі архієреї
- Василій (Златолинський) архієпископ Запорізький і Мелітопольський (20 червня 1992 — 14 квітня 2009)
- Іосиф (Масленніков) єпископ Запорізький і Мелітопольський (14 квітня 2009 — 23 грудня 2010)
- Лука (Коваленко) митрополит Запорізький і Мелітопольський (з 23 грудня 2010). 11 грудня 2022 року Президент України підписав Указ про введення в дію персональних та економічних санкцій проти митрополіта Луки (Андрій Коваленко) терміном на 5 років[3][4]. 16 березня 2023 року Верховний суд України отримав позовну заяву від митрополита Запорізького і Мелітопольського УПЦ МП Луки, який  має намір судитися з президентом України Володимиром Зеленським, СБУ та Радою національної безпеки і оборони України та намагається вислизнути з-під накладених санкцій[5].